# 博根冰川
博根冰川（英語：Bogen Glacier），是南極洲的冰川，位於南喬治亞島，在1979年由英國南極名稱諮詢委員會以挪威的捕海豹船長命名，現時由英國海外領土管轄。